# Juarros de Riomoros
Pour les articles homonymes, voir Juarros.
Juarros de Riomoros est une commune de la province de Ségovie dans la communauté autonome de Castille-et-León en Espagne.